# Satz von Kato-Rellich
Der Satz von Kato-Rellich ist ein mathematischer Lehrsatz aus dem Gebiet der Funktionalanalysis. Benannt wurde er nach dem japanischen Mathematiker Tosio Kato und dem deutschen Mathematiker Franz Rellich.

## Notation und Terminologie
Im Folgenden bezeichne {\displaystyle H} einen komplexen Hilbertraum mit Skalarprodukt {\displaystyle \langle \cdot ,\cdot \rangle } und zugehöriger Norm {\displaystyle \Vert \cdot \Vert :={\sqrt {\langle \cdot ,\cdot \rangle }}}.
- Ein dicht definierter, linearer Operator ist eine lineare Abbildung {\displaystyle A\colon {\mathcal {D}}(A)\to H}, wobei {\displaystyle {\mathcal {D}}(A)\subset H} einen dichten Untervektorraum von {\displaystyle H} bezeichne. Derartige Operatoren können beschränkt oder unbeschränkt sein, darüber wird hier keine Annahme getroffen.
- Man bezeichnet einen dicht definierten, linearen Operator {\displaystyle A\colon {\mathcal {D}}(A)\to H} als symmetrisch, falls {\displaystyle \langle Ax,y\rangle =\langle x,Ay\rangle } für alle {\displaystyle x,\,y\in {\mathcal {D}}(A)} gilt.
- Zu einem dicht definierten, linearen Operator {\displaystyle A\colon {\mathcal {D}}(A)\to H} lässt sich der adjungierte Operator wie folgt definieren: Man definiert den Raum {\displaystyle {\mathcal {D}}(A^{\ast })\subset H} als die Menge aller {\displaystyle x\in {\mathcal {D}}(A)}, für die gilt, dass das lineare Funktional {\displaystyle L_{x}:{\mathcal {D}}(A)\to H}, welches durch {\displaystyle L_{x}(y):=\langle x,Ay\rangle } für {\displaystyle y\in {\mathcal {D}}(A)} definiert ist, stetig ist. Da der Definitionsbereich {\displaystyle {\mathcal {D}}(A)} dicht definiert ist, besitzt dieses Funktional eine eindeutig bestimmte Fortsetzung auf {\displaystyle H}. Daher existiert nach dem Darstellungssatz von Fréchet-Riesz ein eindeutig bestimmtes Element {\displaystyle z\in H} mit der Eigenschaft {\displaystyle L_{x}(y)=\langle z,y\rangle }. Man setzt nun {\displaystyle A^{\ast }x:=z} und erhält dadurch einen Operator {\displaystyle A^{\ast }:{\mathcal {D}}(A^{\ast })\to H} mit der Eigenschaft {\displaystyle \langle A^{\ast }x,y\rangle =\langle x,Ay\rangle } für alle {\displaystyle x\in {\mathcal {D}}(A^{\ast })} und alle {\displaystyle y\in {\mathcal {D}}(A)}.
- Man nennt einen dicht definierten, linearen {\displaystyle A:{\mathcal {D}}(A)\to H} selbstadjungiert, falls {\displaystyle {\mathcal {D}}(A^{\ast })={\mathcal {D}}(A)} und {\displaystyle A} symmetrisch ist.

## Formulierung des Satzes
Um den Satz zu formulieren, wird der Begriff eines relativ beschränkten Operators benötigt:
Seien {\displaystyle A\colon {\mathcal {D}}(A)\to H} und {\displaystyle B\colon {\mathcal {D}}(B)\to H} zwei dicht definierte, lineare Operatoren. Man bezeichnet {\displaystyle B} als relativ beschränkt bezüglich {\displaystyle A} oder kurz {\displaystyle A}-beschränkt, falls {\displaystyle {\mathcal {D}}(A)\subset {\mathcal {D}}(B)} gilt und zwei positive reelle Zahlen {\displaystyle a} und {\displaystyle b} existieren, so dass die folgende Ungleichung für alle {\displaystyle x\in {\mathcal {D}}(A)} erfüllt ist:
{\displaystyle \Vert Bx\Vert \leq a\Vert Ax\Vert +b\Vert x\Vert }
Das Infimum aller Zahlen {\displaystyle a}, für die ein {\displaystyle b} existiert, sodass die obige Ungleichung für alle {\displaystyle x\in {\mathcal {D}}(A)} erfüllt ist, wird als relative Schranke von {\displaystyle B} bezüglich {\displaystyle A} bezeichnet.
Satz (von Kato-Rellich):
Es sei {\displaystyle A\colon {\mathcal {D}}(A)\to H} ein selbstadjungierter Operator und {\displaystyle B\colon {\mathcal {D}}(B)\to H} ein symmetrischer Operator. Ist der Operator {\displaystyle B} relativ beschränkt bezüglich {\displaystyle A} mit einer relativen Schranke {\displaystyle <1}, dann ist der Operator {\displaystyle A+B\colon {\mathcal {D}}(A)\to H} selbstadjungiert.

## Beweis des Satzes
Der Operator {\displaystyle A+B\colon {\mathcal {D}}(A)\to H} ist offensichtlich wohldefiniert, da {\displaystyle {\mathcal {D}}(A)\subset {\mathcal {D}}(B)}. Des Weiteren ist er nach Voraussetzung symmetrisch. Ein symmetrischer Operator {\displaystyle T\colon {\mathcal {D}}(T)\to H} ist genau dann selbstadjungiert, wenn ein {\displaystyle \mu >0} existiert, sodass {\displaystyle \mathrm {Bild} (T\pm i\mu )=H}, wobei {\displaystyle \mathrm {Bild} (T)} das Bild von {\displaystyle T} bezeichnet. Daher reicht es zu zeigen, dass ein {\displaystyle \mu >0} existiert, sodass {\displaystyle \mathrm {Bild} (A+B\pm i\mu )=H} gilt.
Sei {\displaystyle \mu \in \mathbb {R} }. Die Beweisidee des Satzes von Kato-Rellich ist nun, den Operator {\displaystyle A+B+i\mu } als {\displaystyle A+B+i\mu =(1+B(A+i\mu )^{-1})(A+i\mu )} zu schreiben. Das ist möglich, da nach Voraussetzung {\displaystyle A\colon {\mathcal {D}}(A)\to H} selbstadjungiert ist und daher {\displaystyle (A+i\mu )^{-1}} existiert. Da weiters {\displaystyle \mathrm {Bild} (A+i\mu )=H}, genügt es zu zeigen, dass {\displaystyle (1+B(A+i\mu )^{-1})} einen beschränkten inversen Operator hat.
Nach Voraussetzung gilt für alle {\displaystyle x\in H} die Ungleichung
{\displaystyle \Vert B(A+i\mu )^{-1}x\Vert \leq a\Vert A(A+i\mu )^{-1}x\Vert +b\Vert (A+i\mu )^{-1}x\Vert }.
Des Weiteren gilt für alle {\displaystyle y\in {\mathcal {D}}(A)} die Gleichheit {\displaystyle \Vert (A+i\mu )y\Vert ^{2}=\Vert Ay\Vert ^{2}+\mu ^{2}\Vert y\Vert ^{2}} und daher mit {\displaystyle y=(A+i\mu )^{-1}x}
{\displaystyle \Vert A(A+i\mu )^{-1}x\Vert \leq \Vert x\Vert }
und
{\displaystyle \Vert (A+i\mu )^{-1}x\Vert \leq {\frac {1}{\vert \mu \vert }}\Vert x\Vert }.
Kombiniert man die soeben genannten Ungleichungen, findet man, dass für alle {\displaystyle x\in H} die Abschätzung
{\displaystyle \Vert B(A+i\mu )^{-1}x\Vert \leq {\bigg (}a+{\frac {b}{\vert \mu \vert }}{\bigg )}\Vert x\Vert }.
gilt. Da {\displaystyle a<1}, ist es möglich, {\displaystyle \mu } groß genug zu wählen, sodass {\displaystyle {\bigg (}a+{\frac {b}{\vert \mu \vert }}{\bigg )}<1} gilt, womit die Ungleichung
{\displaystyle \Vert B(A+i\mu )^{-1}x\Vert <1}
für alle {\displaystyle x\in H} gezeigt ist. Es folgt, dass {\displaystyle (1+B(A+i\mu )^{-1})} invertierbar ist mit einem beschränkten inversen Operator (siehe Neumann-Reihe). Damit ist {\displaystyle \mathrm {Bild} (A+B+i\mu )=H} gezeigt.

## Anwendungen
Anwendung findet der Satz von Kato-Rellich zum Beispiel in der Quantenmechanik:
Sei {\displaystyle V=V_{1}+V_{2}} mit {\displaystyle V_{1}\in L^{2}(\mathbb {R} ^{3})} und {\displaystyle V_{2}\in L^{\infty }(\mathbb {R} ^{3})}. Dann lässt sich mithilfe des Satzes von Kato-Rellich zeigen, dass der Hamiltonoperator {\displaystyle H:=-\Delta +V} mit dem Laplace-Operator {\displaystyle \Delta } selbstadjungiert ist, wenn man als Definitionsbereich den Sobolev-Raum {\displaystyle H^{2}(\mathbb {R} ^{3})} wählt.